# Stepan Wassiljewitsch Landyschew
Stepan Wassiljewitsch Landyschew, auch Stepan Wassiljewitsch Landyshev, russisch Степан Васильевич Ландышев († 1883) war ein russisch-orthodoxer Erzpriester und Leiter der orthodoxen Altai-Mission, die von Makari Glucharew gegründet worden war. Einige seiner Werke sind heute noch vorhanden. Er starb 1883.

## Werke
- Auszug aus dem Brief eines Altai-Missionars. (Извлечение из письма алтайского миссионера) M., 1846.
- Kosmogonie und Theogonie der Altai-Paganen. (Космогония и феогония алтайских язычников) In: Pravoslav Sobesednik (Православный Собеседник), 1846, B. 3.
- Information über die Altai-Mission. (Сведения об алтайской миссии) Moskau, 1856.